# 吉野北人
吉野 北人（よしの ほくと、1997年3月6日 - ）は、日本の歌手、俳優であり、THE RAMPAGE from EXILE TRIBEのメンバー。
宮崎県小林市出身。LDH JAPAN所属。身長170cm。血液型A型。

## 略歴
宮崎県小林市で生まれる。高校時代から歌手を志す。
2014年4月、「VOCAL BATTLE AUDITION 4」に合格し、THE RAMPAGEのボーカル候補となる。同年9月、同グループの正式メンバーとなる。
2023年8月、EXILE TRIBEのメンバーによるユニットEXILE B HAPPYとしても始動。
2025年5月26日、HOKUTO名義でソロデビュー。

## 人物
- 5歳上の兄がいる[8]。
- 小学3年から高校までバスケットボールをしていた[2]。小学生時代に県大会で優勝した。中学時代も県大会で優勝し、個人でもベスト5賞を受賞した[1]。

## 作品

### 配信シングル
|             | 発売日        | タイトル          |
| HOKUTO 名義 | HOKUTO 名義   | HOKUTO 名義       |
| ----------- | ------------- | ----------------- |
| 1           | 2025年5月26日 | オパッキャマラド! |
| 2           | 2025年6月25日 | MINE              |

### 配信EP
- LOVE PARADOX, LOVE MYSELF（2025年7月23日）

### その他のソロ曲
| 発売日        | 曲名          | 収録作品                             |
| 吉野北人 名義 | 吉野北人 名義 | 吉野北人 名義                        |
| ------------- | ------------- | ------------------------------------ |
| 2023年11月8日 | Blankie       | THE RAMPAGE from EXILE TRIBE『片隅』 |

### 参加作品
| 発売日         | 曲名          | 収録作品                                                |
| 吉野北人 名義  | 吉野北人 名義 | 吉野北人 名義                                           |
| -------------- | ------------- | ------------------------------------------------------- |
| 2018年11月7日  | Too Shy       | m-flo presents PRINCE PROJECT feat. 吉野北人「Too Shy」 |
| 2022年12月28日 | Wings         | V.A.『HiGH&LOW THE WORST BEST ALBUM』                   |
| 2024年11月27日 | Believe       | V.A.『BATTLE OF TOKYO 〜COLLABORATION BATTLE STAGE〜』  |

## 出演

### テレビドラマ
- PRINCE OF LEGEND（2018年10月4日 - 12月6日、日本テレビ） - 天堂光輝 役
  - 貴族誕生 -PRINCE OF LEGEND-（2019年11月28日 - 12月26日）
- HiGH&LOW THE WORST EPISODE.O（2019年7月9日 - 8月、日本テレビ） - 高城司 役
  - 6 from HiGH&LOW THE WORST（2020年11月 - 12月）[9]
- 年の差婚 第3話・第4話（2021年1月6日・13日、MBS・TBS） - ショーン・一ノ瀬 役[10]
- トーキョー製麺所（2021年9月8日 - 10月13日、MBS・TBS） - 主演・赤松幸太郎 役[11]
- 魔法のリノベ（2022年7月18日 - 9月19日、関西テレビ・フジテレビ） - 福山竜之介 役[12][13]
- スタンドUPスタート（2023年1月18日 - 3月29日、フジテレビ） - 小野田虎魂 役[14]

### 映画
- PRINCE OF LEGEND（2019年3月21日） - 天堂光輝 役
  - 貴族降臨 -PRINCE OF LEGEND-（2020年3月13日）
- HiGH&LOW THE WORST（2019年10月4日） - 高城司 役
  - HiGH&LOW THE WORST X（2022年9月9日）[15]
- 私がモテてどうすんだ（2020年7月10日） - 主演・六見遊馬 役[16]
- MY (K)NIGHT マイ・ナイト（2023年12月1日） - 刻 役[17]
- 遺書、公開。（2025年1月31日） - 主演・池永柊夜 役[18][19]

### 配信ドラマ
- 1122 いいふうふ（2024年6月14日配信（全7話）、Amazon Prime Video） - 池端礼 役[20][21]

### テレビ番組
- THE RAMPAGE 〜3Vocals THE NEXT〜（2024年2月 - 7月 、MUSIC ON! TV）[22]
- めざましテレビ（2025年7月、フジテレビ） - エンタメプレゼンター[23]

### ラジオ
- THE RAMPAGE 吉野北人のほくらじ（2023年10月 - 2024年3月、ニッポン放送）[24]

### CM
- 第一興商「LIVE DAM STADIUM」（2017年）[25]
- DHC「薬用ディープクレンジングオイル リニューブライト」（2020年）[26]
- ディップ「バイトルPRO」（2021年 - 2022年）[27][28]
- アートアクアリウム美術館 GINZA（2023年）[29]
- コーセー「Visee」（2023年 - 2025年）[30][31][32]
- MAISON BLOOM「FADRIC HOTEL」（2024年）[33]
- UHA味覚糖「コロロ」（2024年）[34]

### ゲーム
- PRINCE OF LEGEND LOVE ROYALE (2019年3月5日 - 2022年6月30日、iOS / Android) - 天堂光輝 役[35]

### その他
- コーセー「ヴィセ」ブランドミューズ（2022年）[36]
- こばやしスペシャルPR大使（2023年）[37]
- 宮崎県第27回参議院議員通常選挙啓発（2025年）[38]

## 書籍

### 写真集
- As i（2022年3月6日、幻冬舎）[39]ISBN 978-4-3440-3936-0
- Orange（2025年1月24日、幻冬舎）[40]ISBN 978-4-3440-4285-8

### 雑誌連載
- ar「HOKUTOIRO」（2021年11月号 - 、主婦と生活社）[41]